# Église Notre-Dame des Montiers
L'église Notre-Dame des Montiers de Tinchebray, dans le département français de l'Orne, est un édifice classé monument historique depuis 1985. Elle est également remarquable par son mobilier.

## Localisation
L'église est située à l'entée du cimetière près de la rivière du Noireau, au village des Montiers, sur le territoire de Tinchebray, commune déléguée de la commune nouvelle de Tinchebray-Bocage dans l'Orne.

## Histoire
La construction de l'église remonterait au XIe siècle, le patronage étant donné à la collégiale Saint-Évroult de Mortain. L'édifice actuel remonte à la fin du XVIe et au début du XVIIe siècle.
La prébende de Notre-Dame des Montiers consistait dans deux parties des grosses dîmes de la paroisse Notre-Dame des Montiers et celle de Saint-Jean-des-Bois, un petit fief à Yvrandes : la masure de la Foutelaie (45 acres), le droit de patronage et de bénéfice des deux paroisses, le droit de chauffage dans la forêt de la Lande Pourrie.

## Architecture
L'église se compose d'une nef unique, d'un transept saillant et d'un cœur au chevet plat. Le clocher est placé en saillie sur la troisième travée nord de la nef. L'ancien clocher renversé en 1614 a été remplacé par la tour actuelle.
En 1622, édification de la chapelle Sainte-Anne, en 1830, le chœur est élargi pour permettre la pose du retable.

## Mobilier
Le mobilier important provient en partie de l'abbaye de Belle-Étoile, en partie de l'ancienne église de Tinchebray : poutre de gloire, banc de la nef, deux autels et retables secondaires, stalles XVIIIe provenant de l'abbaye de Belle-Étoile, autel du croisillon nord XVIIIe, statue d'un abbé XVe, autel du croisillon sud, tabernacle, deux statues de saint Pierre et saint Paul XVIe, XVIIIe.
Clôture du cœur XVIIe (grille en fer forgé à double-porte fermant complètement l'accès au cœur).
Aigle lutrin XVIIe (pour des raisons de sécurité ce lutrin est remisé ailleurs), retable et tabernacle du maître-autel, statue de sainte Véronique.

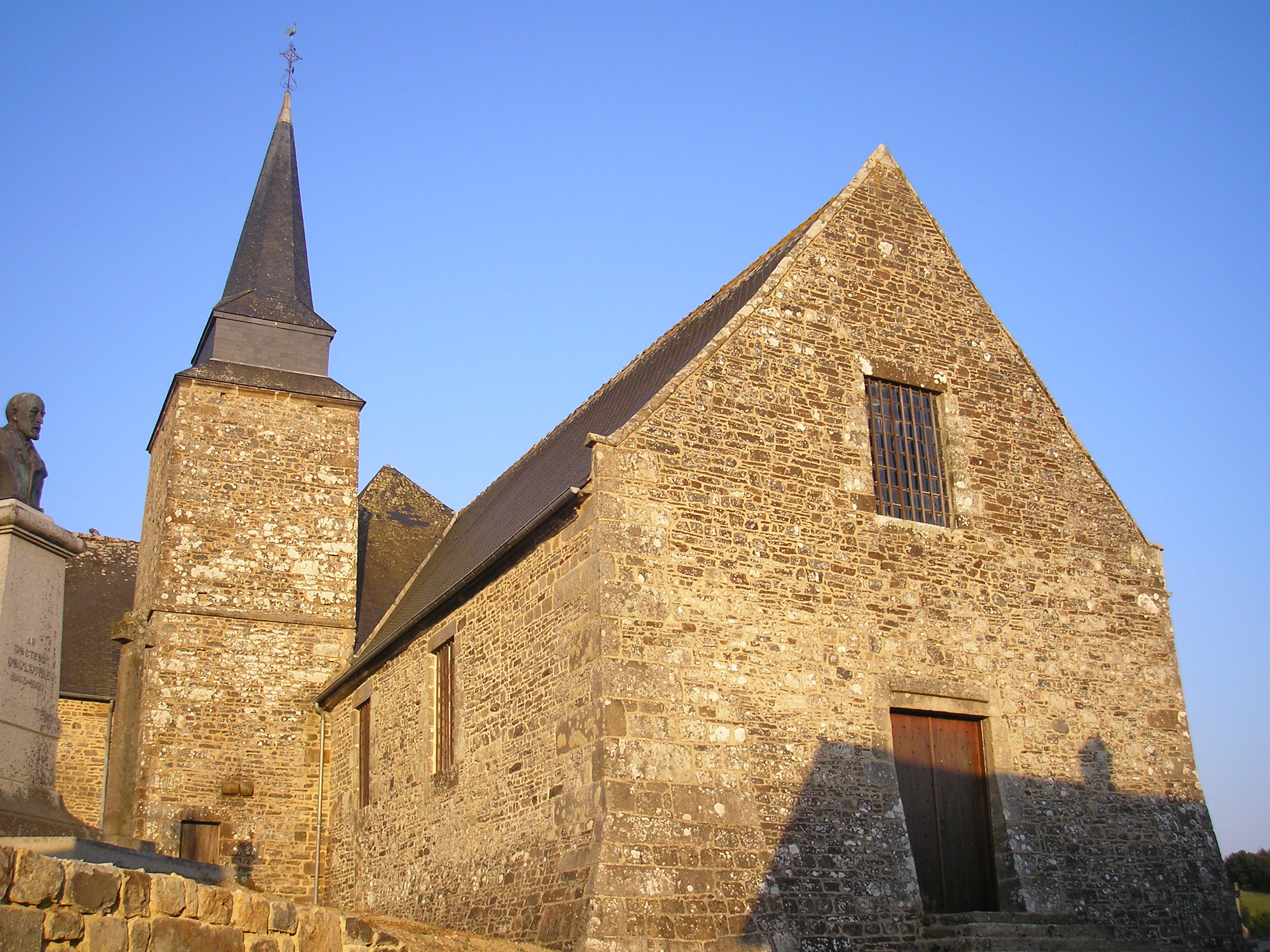
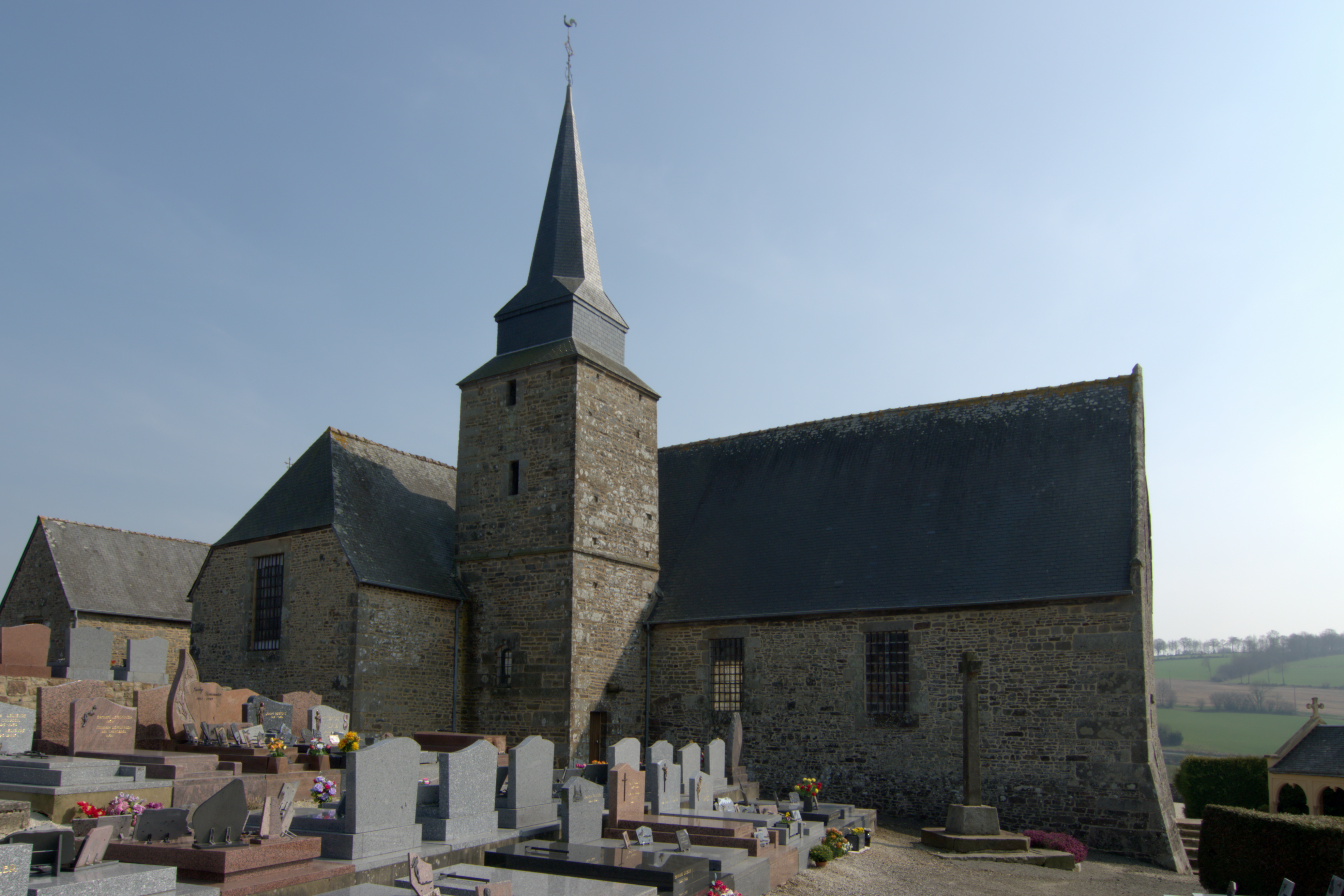
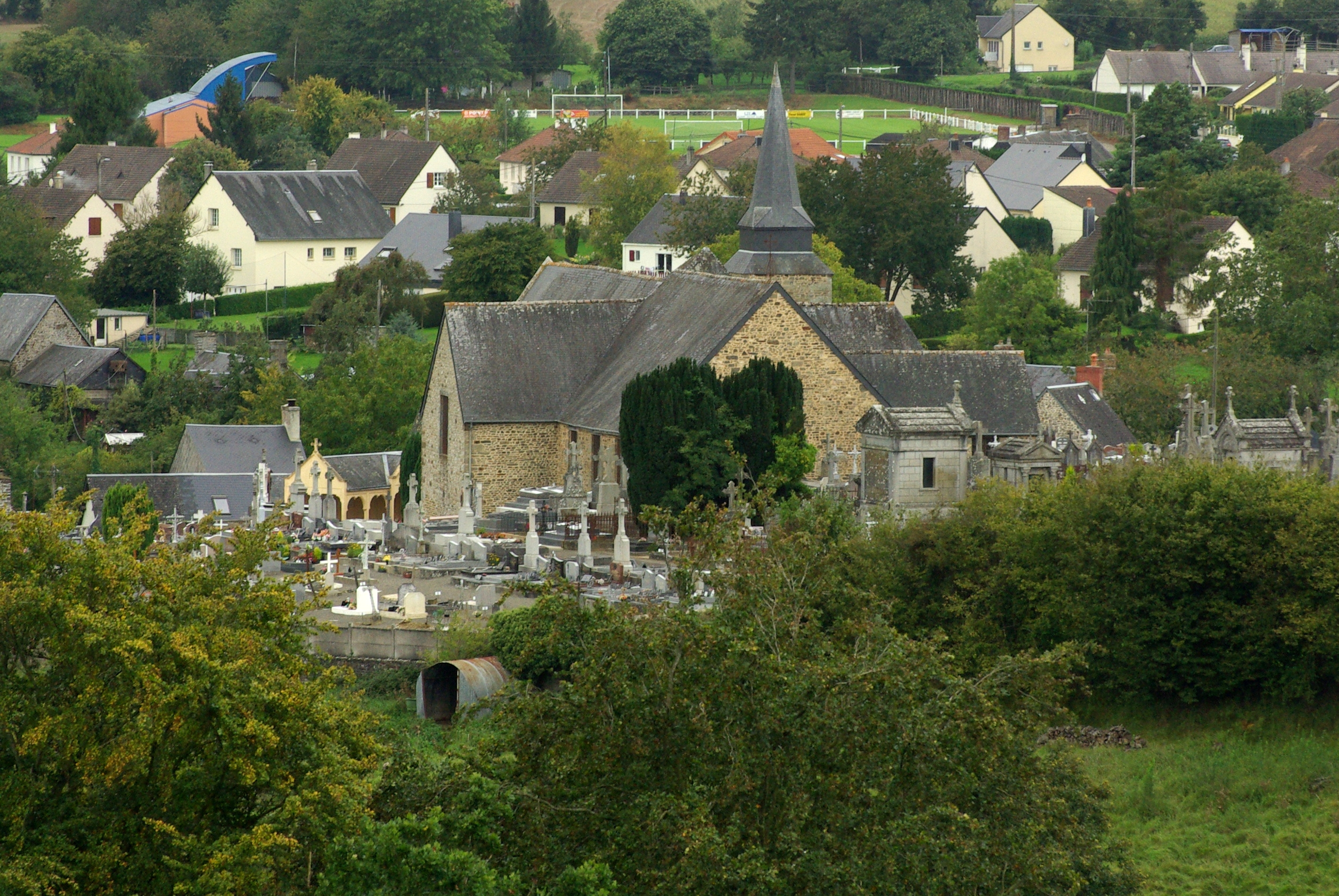
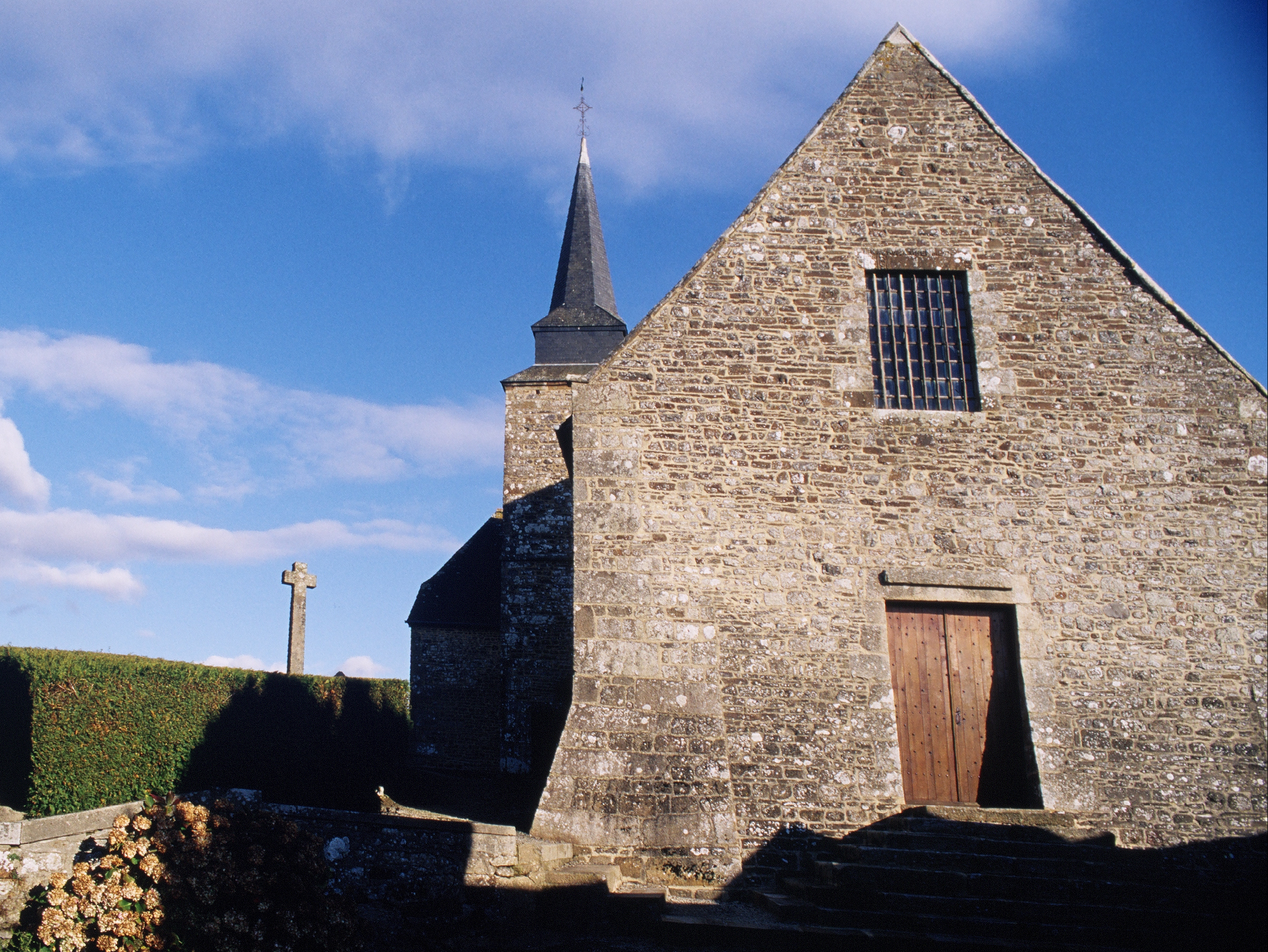